# Giovanni Antonio Vanoni
Giovanni Antonio Vanoni (* 14. März 1810; † 26. Oktober 1886) war ein aus Aurigeno stammender Schweizer Maler.

## Leben
Giovanni Antonio war Sohn des Fuhrhalters Tommaso und dessen Ehefrau Margherita geborene Maggetti. Er heiratete 1837 Caterina Vanoni, seine Cousine, Tochter des Richters Giovanni Antonio. Nach einer Lehre bei einem Dekorationsmaler in Mailand hielt er sich in Rom auf von 1834 bis 1837. Im Jahr 1837 kehrte er nach Aurigeno zurück, wo war er Gemeindepräsident von 1856 bis 1861. Als Maler und Dekorateur arbeitete er für eine lokale, manchmal bürgerliche Kundschaft, vor allem im Vallemaggia und Locarnese. Als einer der Hauptvertreter der Tessiner Volksmalerei des 19. Jahrhunderts schuf er Porträts, Votivbilder und Wandgemälde mit religiösen und profanen Themen, die sich durch einen lebendigen Chromatismus auszeichnen. Seine Produktion verbindet ursprünglich traditionelle kompositorische Stilelemente mit Bezügen zu Werken aus dem 18. Jahrhundert (Orelli-Werkstatt) und zeitgenössischer Malerei (Antonio Ciseri).
Seine Werke finden sich im heimatlichen Kanton Tessin, in Mailand und Umgebung, in Savoyen und in Genua: Fresken in Kirchen, Oratorien und Kapellen oder an den Mauern mancher Wohnhäuser und Ställe; Gemälde auf Leinwand, Papier, Holz, Metall; Votivbilder, Altarbilder, Standarten, Porträts in Öl und Kohle.